# Sant Domènec de Vallibona
Sant Doménec de Vallibona és un llogaret dins del terme municipal de Vallibona, comarca dels Ports.

## Particularitats
Sant Doménec es troba 12 km a l'est de Vallibona, a la vora de la carretera que va d'aquest municipi a Rossell.
El santuari de Sant Doménec de Vallibona fou fundat el 1237 a l'estil romànic del període de la conquesta. El temple està dedicat a sant Domènec de Guzman, patró de Vallibona. Hom considera que Sant Domènec de Vallibona fou el primer lloc del món dedicat a aquest sant cristià després de la seva canonització.
El temple original del segle xiii ha desaparegut. El temple actual va ser reformat al segle xviii i ha estat restaurat recentment.
Actualment el lloc, així com la zona que l'envolta, està gairebé despoblat a causa de la crisi de l'agricultura tradicional de la segona meitat del segle xx. Algunes de les cases que havien caigut en ruïna han estat reconstruïdes i es preveu reciclar el llogaret com a lloc de turisme rural, car és un lloc molt tranquil allunyat de les zones urbanes i envoltat per la natura, on es respira aire pur.
Sant Doménec de Vallibona gaudeix de magnífiques vistes sobre la vall del riu Cérvol, la serra del Turmell i les muntanyes dels Ports.

## Monuments
- Santuari de Sant Doménec[3]
- Creu de ferro sobre un pedestal a l'extrem occidental del lloc